# Текиман
Текиман (на английски: Techiman) е град в регион Бронг Ахафо, централна Гана. Населението му е около 104 000 души (2013).
Разположен е на 508 m надморска височина в Ашантските възвишения, на 90 km югоизточно от границата с Кот д'Ивоар и на 100 km северозападно от град Кумаси. Устни легенди споменават за съществуването на селището от средата на XIII век, а в средата на XVIII век градът е столица на едно от ашантските царства.